# Bâzdâna
Bâzdâna – wieś w Rumunii, w okręgu Dolj, w gminie Calopăr. W 2011 roku liczyła 70 mieszkańców.